# 178830 Anne-Véronique
178830 Anne-Véronique è un asteroide della fascia principale. Scoperto nel 2001, presenta un'orbita caratterizzata da un semiasse maggiore pari a 2,4461360 UA e da un'eccentricità di 0,1787583, inclinata di 2,08651° rispetto all'eclittica.